# خیساندن مالت

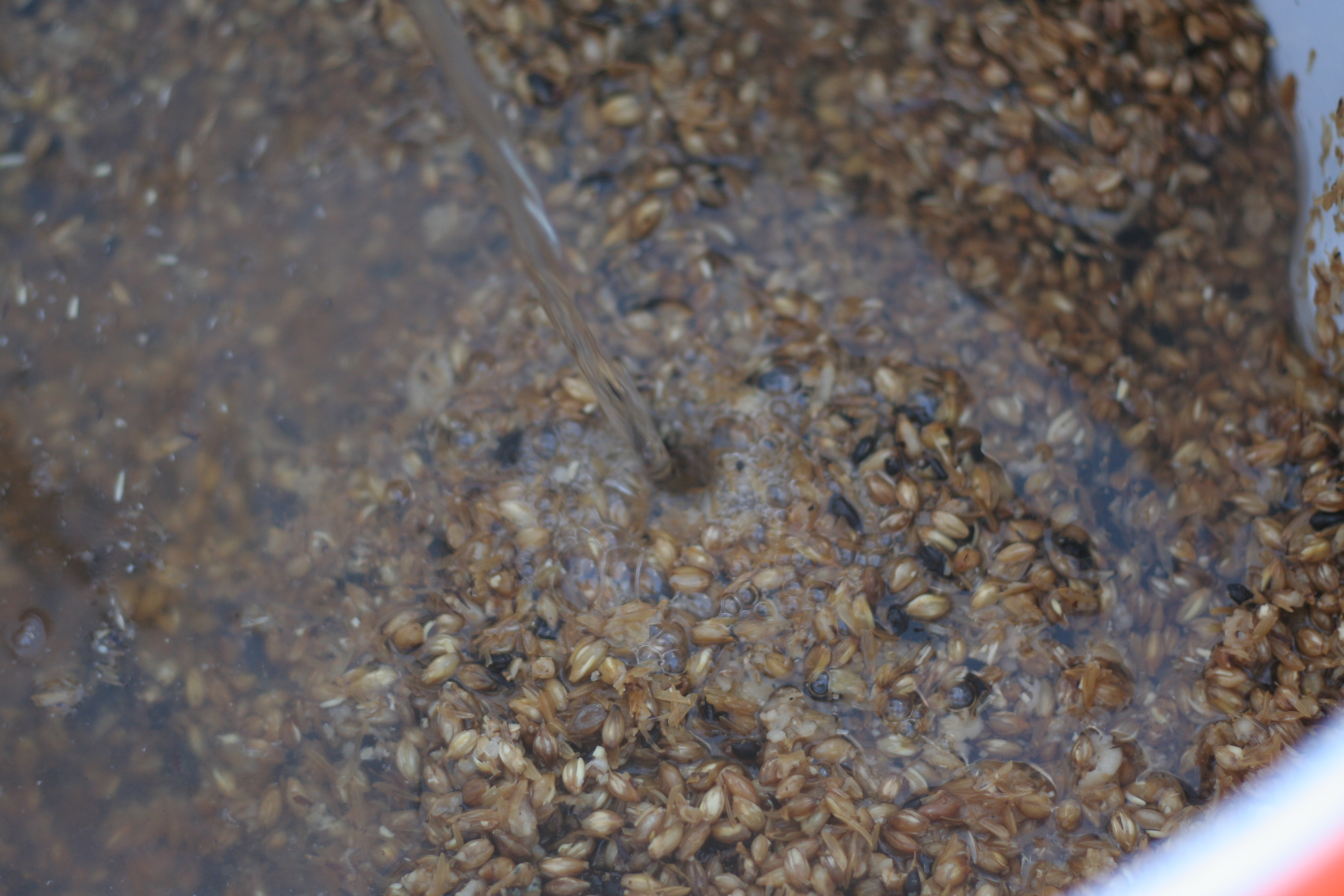
نمایی نزدیک از دانه‌های قرارداده‌شده در آب گرم در طول مرحله خیساندن در آبجوسازی.

خیساندن مالت (انگلیسی: Mashing) در آبجوسازی و تقطیر، فرایندی است که طی آن، مخلوطی از دانه‌ها عموماً جو به همراه دانه‌هایی چون ذرت، ذرت خوشه‌ای، چاودار و گندم از قبل جوانه زده خشک و سپس خرد شده و در آب ریخته و حرارت داده می‌شود تا آنزیم موجود در جوانه در حرارت حدود ۶۵ درجه سانتیگراد فعال تر شود. خیساندن و گرما به آنزیم‌های جوانه اجازه می‌دهد نشاسته موجود در دانه غلات را بشکنند و نشاسته به شکر یا قند ساده و معمولاً مالتوز تبدیل کنند که مخمر بتواند قند را تبدیل به الکل کند. مخمر توانایی تبدیل نشاسته به الکل را ندارد. فرایند خیساندن حدود یک تا دو ساعت زمانه می‌برد. دو روش اصلی خیساندن، خیساندن چکانشی و خیساندن جوشاندنی هستند. در خیساندن چکانشی، دانه‌ها در یک مجرا حرارت داده می‌شوند و در خیساندن جوشاندنی، مقداری از دانه‌ها جوشانده می‌شود و سپس به خیسانده برگردانده می‌شود و همزمان حرارت افزایش داده می‌شود. این عمل به وقفه‌هایی در درجه حرارت‌های مشخص (درجه حرارت‌های ۴۵، ۶۲ و ۷۳ سانتیگراد) و قرار دادن مواد در بشکه عایق‌بندی‌شده آبجوسازی که ته‌اش بسته‌است، نیاز دارد.